# Apomys insignis
Apomys insignis је врста глодара из породице мишева (лат. Muridae)

## Распрострањење
Ареал врсте је ограничен на једну државу. Филипини су једино познато природно станиште врсте.

## Станиште
Станишта врсте су шуме и травна вегетација. 

## Угроженост
Ова врста је на нижем степену опасности од изумирања, и сматра се скоро угроженим таксоном.

## Спољашња веза
Медији везани за чланак Apomys insignis на Викимедијиној остави